# Ley del Monopolio de Petróleos de 1927
La Ley del Monopolio de Petróleos de 1927 (también conocida como el Real Decreto-Ley de 28 de junio de 1927) es una ley española promulgada durante la dictadura del general Primo de Rivera por la cual se establece un monopolio estatal sobre el comercio y manipulación del petróleo. 

## Contenido
Los puntos más importantes de la ley son:
- Monopolio sobre la importación de crudos y productos petrolíferos
- Monopolio sobre el refino de productos petrolíferos
- Monopolio sobre el almacenamiento de crudo y productos petrolíferos
- Monopolio sobre la distribución de productos petrolíferos
- Monopolio sobre la venta al por menor de productos petrolíferos
- Monopolio sobre la exploración y producción de hidrocarburos en España

Para llevar a cabo todas estas actividades, el Estado considera la creación de una Compañía Administradora del Monopolio de Petróleos. A través del Real Decreto de 17 de octubre de 1927 se le otorga este privilegio a CAMPSA (Compañía Arrendataria del Monopolio de Petróleos, S.A.), con una concesión para la administración del monopolio durante el periodo de 20 años. CAMPSA sería una sociedad anónima cuyos principales socios serían los mayores bancos españoles. Además, por lo estipulado en el Real Decreto-Ley de 28 de junio de 1927 se reserva al Estado una participación del 30% en la sociedad.
El monopolio finalizó en 1991 por la promulgación del Real Decreto-ley 4/1991, de 29 de noviembre, sobre medidas urgentes para la progresiva adaptación del sector petrolero al marco comunitario.